# Sottjärnen (Torps socken, Medelpad)
Sottjärnen är en sjö i Ånge kommun i Medelpad och ingår i Ljungans huvudavrinningsområde. Sjöns area är 0,033 kvadratkilometer och den befinner sig 240 meter över havet.